# Кёйпке
Кёйпке (нидерл. Kuipke, также известный как нидерл. Het Kuipke - Sportpaleis Gentx) — крытый велодром, расположенный в Генте (Бельгия). Он был открыт в 1927 году, а в 1965 году восстановлен после пожара. Является местом проведения трековых соревнований «Шесть дней Гента», ежегодно проводимых в ноябре.

## История
Первоначально Кёйпке был построен как теплица для цветочной выставки во время Всемирной выставки 1913 года. Первая шестидневная велогонка состоялась 30 октября 1922 году на съёмном треке длиной 225 метров.
В 1927 году в Citadelpark был построен новый постоянный трек с длиной полотна 166,67 метров. Из-за его короткой дорожки и необычно крутых виражей его прозвали «Kuipke» (нидерл. kleine Wanne маленькая ванна). В 30-е годы было проведено всего две шестидневные гонки. После Второй мировой войны соревнования вновь стали проводиться с 1947 года.
12 ноября 1962 года велодром был почти полностью разрушен в результате пожара, после чего в 1965 году в том же месте был открыт второй велодром. Он, сохранив свой первоначальный размер полотна 166 м и крутые виражи (не менее 52 %), был официально переименован в «Кёйпке». Во время гонок его вместимость составляет 3000 зрителей. В 2013 году планировалась его полная модернизация.
В ноябре 2006 года во время «Шести дней Гента» испанский велогонщик Исаак Гальвес умер вследствие падения на балюстрады после столкновения с Димитрием Де Фоу.
Велодром также используется как зал для проведения концертов и баскетбольных игр. 21 марта 1959 года состоялось выступление Луи Армстронга. С 2014 года это место проведения фламандской версии вокального конкурса Голос.
Директором трека является бывший трековый велогонщик Патрик Серку, 11 раз побеждавший на «Шести днях Гента».